# Siewsk
Siewsk (ros. Севск) – miasto w zachodniej Rosji, położone w centralnym okręgu federalnym, obwodzie briańskim, siedziba rejonu, nad rzeką Siew (dopływ Dniepru), w pobliżu granicy z Ukrainą (30 km). Liczy 7 282 mieszkańców (2017).

## Historia
Jako jedno z miast plemienia Siewierzan Siewsk wchodził w skład księstwa czernihowskiego od 1146. W 1356 został włączony do Wielkiego Księstwa Litewskiego. W 1585 zajęty przez Moskwę stał się przygraniczną twierdzą. W 1634 przetrwał trzytygodniowe oblężenie przez armię polską. W czasie II wojny światowej okupowany przez Niemców od 27 października 1941 do 27 sierpnia 1943.